# 1015

## أحداث
- 15 يوليو - موت فلاديمير الأول، وحلافته من قبل سفياتوبولك كأمير أكبر على روس كييف

## مواليد
- روبرت جيسكارد، دوق كالابريا.

## وفيات
- فلاديمير الأول
- الشريف الرضي الشاعر العربي. (ولد 969 م).